# Ủy ban An ninh Quốc gia
Hội đồng An ninh Quốc gia (NSC) thường là một cơ quan chính phủ của cơ quan hành pháp chịu trách nhiệm điều phối chính sách về các vấn đề an ninh quốc gia và tư vấn cho các giám đốc điều hành về các vấn đề liên quan đến an ninh quốc gia. Một NSC thường được lãnh đạo bởi một cố vấn an ninh quốc gia và có các quan chức cấp cao từ quân đội, ngoại giao, tình báo, thực thi pháp luật và các cơ quan chính phủ khác. Các chức năng và trách nhiệm của một NSC ở cấp quốc gia chiến lược khác với các chức năng của Hội đồng Bảo an Liên Hợp Quốc, là một diễn đàn ngoại giao.
Đôi khi, một quốc gia sẽ được cai trị bởi một cơ quan có tên tương tự, chẳng hạn như "Ủy ban An ninh Quốc gia" hoặc "Hội đồng An ninh Quốc gia". Các cơ quan này thường là kết quả của việc thiết lập hoặc bảo tồn chế độ độc tài quân sự (hoặc một số cuộc khủng hoảng quốc gia khác), không phải lúc nào cũng có sự chấp thuận theo luật định và thường được dự định có quyền lực tạm thời hoặc tạm thời. Xem thêm: đảo chính.
Một số quốc gia có thể có một cơ quan tương tự không phải là một phần chính thức của chính phủ hành pháp. Ví dụ, Ủy ban An ninh Quốc gia Trung ương ở Trung Quốc là một cơ quan của Đảng Cộng sản Trung Quốc, đảng cầm quyền duy nhất, chứ không phải là một cơ quan của chính phủ hành pháp.

## Hội đồng an ninh quốc gia theo quốc gia
- Australia: Ủy ban An ninh Quốc gia
- Armenia: Hội đồng an ninh quốc gia
- Bangladesh: Cục Vũ trang
- Brazil: Hội đồng quốc phòng
- Canada: Cố vấn An ninh Quốc gia (Canada)
- Cộng hòa Nhân dân Trung Hoa: Ủy ban An ninh Quốc gia Trung ương Đảng Cộng sản Trung Quốc
- Croatia: Hội đồng An ninh Quốc gia (Croatia)
- Cộng hòa Séc: Hội đồng An ninh Quốc gia Cộng hòa Séc
- Đông Đức: Hội đồng Quốc phòng Đông Đức
- Ai Cập: Hội đồng An ninh Quốc gia
- Estonia: Hội đồng Quốc phòng Quốc gia
- Fiji: Hội đồng An ninh Quốc gia (Fiji)
- Pháp: Tổng thư ký quốc phòng và an ninh quốc gia
- Gruzia: Hội đồng An ninh Quốc gia Gruzia
- Đức: Bundessicherheitsrat (Hội đồng An ninh Liên bang), trước năm 1969 Bundesverteidigungsrat (Hội đồng Quốc phòng Liên bang)
- Hy Lạp: Hội đồng Chính phủ đối ngoại và quốc phòng
- Ghana: Hội đồng An ninh Quốc gia (Ghana)
- Ấn Độ: Hội đồng An ninh Quốc gia (Ấn Dộ)
- Cộng hòa Hồi giáo Iran: Supreme Hội đồng An ninh Quốc gia
- Cộng hòa Ireland: Ủy bang An ninh Quốc gia (Ireland)
- Israel: Ủy ban Bộ về các vấn đề an ninh quốc gia (chức năng điều phối chính sách); Hội đồng An ninh Quốc gia (chức năng cố vấn)
- Nhật Bản: Hội đồng An ninh Quốc gia (Nhật Bản) (trước đây Hội đồng An ninh)
- Bắc Triều Tiên: Ủy ban Quốc phòng (Cộng hòa Dân chủ Nhân dân Triều Tiên)
- Hàn Quốc: Cục An ninh Quốc gia
- Malaysia: Cục An ninh Quốc gia[1]
- Mông Cổ: Hội đồng An ninh Quốc gia (Mongolia)[2]
- Myanmar: National Defence and Security Council
- New Zealand: Hội đồng An ninh Quốc gia Nội các[3][4]
- Pakistan: Hội đồng An ninh Quốc gia (Pakistan)
- Chính quyền Palestine: Hội đồng An ninh Quốc gia Palestine
- Philippines: Hội đồng An ninh Quốc gia (Philippines)
- Ba Lan: Hội đồng An ninh Quốc gia (Poland)
- Romania: Hội đồng quốc phòng tối cao (Romania)
- Liên bang Nga: Hội đồng An ninh Liên bang Nga
- Saudi Arabia: Hội đồng An ninh Quốc gia (Saudi Arabia)
- Slovenia: Hội đồng An ninh Quốc gia (Slovenia)
- Tây Ban Nha: Hội đồng An ninh Quốc gia (Spain)
- Sri Lanka: Hội đồng An ninh Quốc gia of Sri Lanka
- Trung Hoa dân quốc (Đài Loan): Hội đồng An ninh Quốc gia (Republic of China)
- Thái Lan: Hội đồng An ninh Quốc gia (Thailand)
- Thổ Nhĩ Kỳ: Hội đồng An ninh Quốc gia (Turkey)
- Ukraina: Hội đồng quốc phòng và an ninh quốc gia Ukraina
- Vương quốc Anh: Hội đồng An ninh Quốc gia (Vương quốc Anh)[5][6]
- Hoa Kỳ: Hội đồng An ninh Quốc gia Hoa Kỳ
- Uzbekistan: Hội đồng An ninh Quốc gia thuộc thời tổng thống Uzbekistan
- Việt Nam: Hội đồng An ninh Quốc phòng